# SG Olympia 1896 Leipzig
SG Olympia 1896 Leipzig is een Duitse sportclub uit Leipzig, Saksen. De club is actief in voetbal, handbal, atletiek en kegelen. In 1900 was de club een van de stichtende clubs van de Duitse voetbalbond.

## Geschiedenis
De club werd in 1896 opgericht als BVC Olympia Leipzig. In 1903 gingen sommige onderdelen op in FC Lipsia Leipzig en fuseerde de club met Neuer Leipziger BSV en nam de naam Neuer Leipziger BV Olympia aan. De club speelde in de tweede klasse van de Noordewest-Saksische competitie. In 1907 profiteerde van een competitieuitbreiding en promoveerde naar de hoogste klasse en nam de naam BV Olympia 1896 aan. De competitie was in twee groepen van vijf clubs onderverdeeld. Na twee slechte plaatsten werd de club groepswinnaar in 1909/10. In de finale tegen andere groepswinnaar VfB Leipzig verloor de club met 2-1. De volgende seizoenen eindigde de club steeds weer in de lagere middenmoot met af en toe een betere notering.
In 1916/17 degradeerde de club samen met Leipziger BC 1893 en fusioneerde voor één seizoen met de club omwille van de perikelen in de Eerste Wereldoorlog en trad aan in de hoogste klasse als SG LBC/Olympia Leipzig en werd vierde op zeven clubs. Het seizoen erna werd de fusie ongedaan gemaakt.
In 1919 werd de naam veranderd in VfL Olympia 96 Leipzig, maar na één seizoen werd die wijziging ongedaan gemaakt. In 1923/24 werd de club slachtoffer van een herstructurering. Hoewel ze niet op een degradatieplaats eindigden moesten ze toch degraderen omdat de competitie herleid werd van dertien naar tien clubs.
De club fusioneerde met SV Germania Leipzig en nam de naam BV Olympia-Germania Leipzig aan en promoveerde na één seizoen. De club werd meteen vicekampioen achter SV Fortuna Leipzig 02. Het volgende seizoen degradeerde de club echter weer. Ook nu keerde de club na één seizoen terug naar de elite en speelde tot 1931/32 in de hoogste klasse. In 1933 werd de Gauliga ingevoerd als nieuwe hoogste klasse en hiervoor wist de club zich niet te plaatsen. De club zou nooit meer op het hoogste niveau spelen.
Na het einde van de Tweede Wereldoorlog werden alle Duitse voetbalclubs ontbonden. De club werd heropgericht als ZSG Industrie-Mitte. Tot 1951 veranderde de club nog enkele keren van naam (BSG Fahrzeugbau Leipzig-Mitte, BSG Gohlis-Süd en BSG Lok Nord). Na een fusie in 1961 met BSG Motor Gohlis werd de naam BSG Motor Nord. De club speelde in de lagere klassen van het Oost-Duitse voetbal en speelde zelfs nooit in de Bezirksliga Leipzig, de derde klasse.
Na de Duitse hereniging werd de naam SV Motor Leipzig-Nord en nam later weer de historische naam Olympia aan. Na een fusie met VfL 1977 Leipzig in 1999 werd de huidige naam aangenomen.